# Raniżów (gmina)
Raniżów – gmina wiejska w województwie podkarpackim, w powiecie kolbuszowskim. W latach 1975–1998 gmina położona była w województwie rzeszowskim.
Siedziba gminy to Raniżów.
Według danych z 30 czerwca 2005 gminę zamieszkiwały 7292 osoby.

## Struktura powierzchni
Według danych z roku 2002 gmina Raniżów ma obszar 96,77 km², w tym:
- użytki rolne: 74%
- użytki leśne: 18%

Gmina stanowi 12,5% powierzchni powiatu.

## Położenie
W dorzeczu Łęgu (Zyzogi) i Turki, na wyżynnych terenach Płaskowyżu Kolbuszowskiego leży gmina Raniżów. W jej skład, oprócz Raniżowa, wchodzi: Wola Raniżowska, Staniszewskie, Zielonka, Mazury, Posuchy, Poręby Wolskie, Korczowiska oraz liczne przysiółki i osiedla. Miejscowości te skupione są wokół dwóch głównych szlaków komunikacyjnych: drogi nr 875 z Mielca do Leżajska mającej dziś największe znaczenie dla gminy oraz drugorzędnej dziś trasy wiodącej niegdyś z Przyszowa do Rzeszowa i dalej na południe. Gmina, położona dawniej w głębi Puszczy Sandomierskiej, dziś z powodu karczowania pod uprawę tylko w 18% porośnięta jest przez lasy, choć ostatnio wskaźnik ten zdaje się wzrastać.

## Demografia

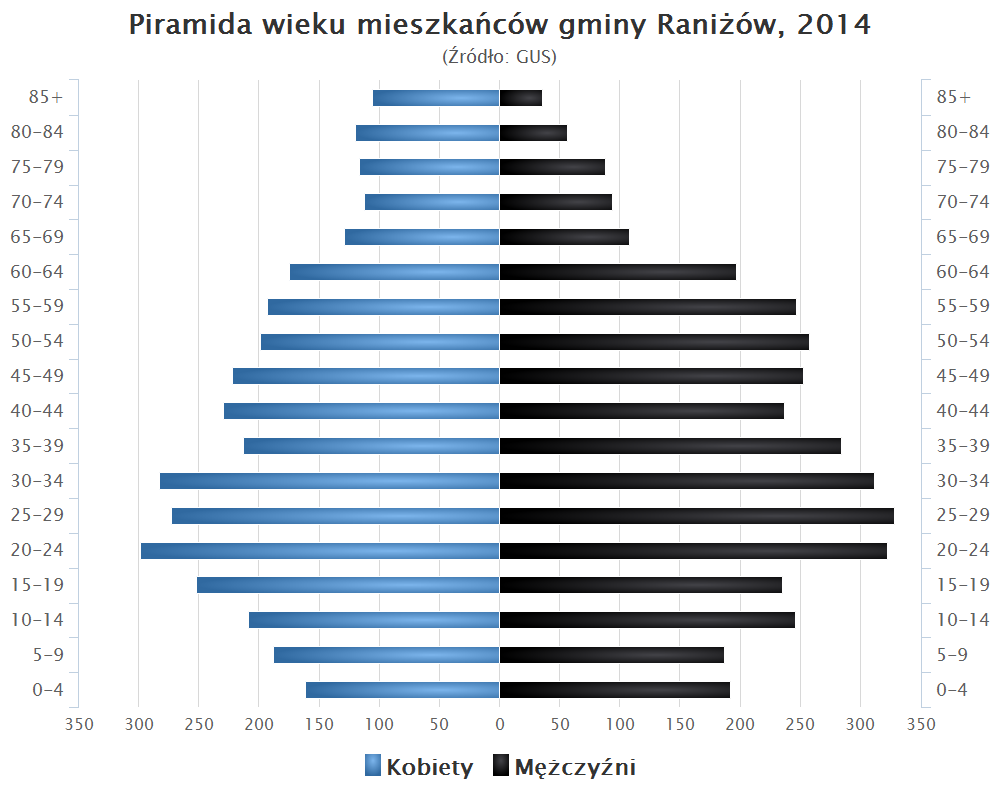
Piramida wieku mieszkańców gminy Raniżów w 2014 roku

Dane z 30 czerwca 2004:
| Opis                              | Ogółem | Ogółem | Kobiety | Kobiety | Mężczyźni | Mężczyźni |
| --------------------------------- | ------ | ------ | ------- | ------- | --------- | --------- |
| jednostka                         | osób   | %      | osób    | %       | osób      | %         |
| populacja                         | 7199   | 100    | 3491    | 48,5    | 3708      | 51,5      |
| gęstość zaludnienia (mieszk./km²) | 74,4   | 74,4   | 36,1    | 36,1    | 38,3      | 38,3      |

## Sołectwa
Korczowiska, Mazury, Poręby Wolskie, Posuchy, Raniżów, Staniszewskie, Wola Raniżowska, Zielonka.

## Gminy partnerskie
- Granč-Petrovce[6]
- Tymbark[7]

## Sąsiednie gminy
Dzikowiec, Głogów Małopolski, Jeżowe, Kamień, Kolbuszowa, Sokołów Małopolski